# Juegos Bolivarianos de 2025
Los  XX Juegos Bolivarianos, oficialmente llamado XX Juegos Deportivos Bolivarianos Lima - Ayacucho 2025, se llevarán a cabo en Lima y la Provincia de Lima y tendrán a Ayacucho como sede secundaria en Perú. Este evento deportivo se realizará el 22 de noviembre al 7 de diciembre de 2025.

## Proceso de elección

### Primer proceso
Se presentó 2 proyectos: el de la ciudad de Ayacucho, Perú y de Guayaquil, Ecuador, la elección tuvo lugar el 18 de diciembre de 2021 en la ciudad porteña del Ecuador, coincidentemente en dicha ciudad, cayó la designación para que albergue la competición. El 18 de diciembre de 2021, la Organización Deportiva Bolivariana designó a la ciudad de Guayaquil como sede para la organización del evento deportivo.
El 4 de agosto de 2023, el presidente del Comité Olímpico Ecuatoriano, Jorge Delgado, declina y expone las causas principales que llevan a tomar la difícil decisión de desistir en ser sede, principalmente por la falta de un documento que garantice que los recursos que debía designar el Gobierno del presidente Guillermo Lasso, estarán disponibles en 2024, cuando él ya no esté al frente del país, debido al proceso de muerte cruzada que aplicó en mayo pasado.
A esto se sumó el nuevo Alcalde de Guayaquil Aquiles Álvarez, quien hizo público en redes sociales que la ciudad no cuenta con recursos para los Juegos Bolivarianos.
Ante esto, el viernes 2 de junio el Comité Olímpico Ecuatoriano emitió a la ODEBO un documento firmado por el presidente del COE Jorge Delgado y el secretario general John Zambrano, en el que se expuso estos motivos y se concluye con el desistimiento de la organización de los Juegos Bolivarianos para 2025.
Aunque el Comité Organizador de los Juegos Bolivarianos Guayaquil 2025 intentó pedirle a la ODEBO que el evento deportivo se postergue para 2029, dicha petición fue negada rotundamente.

#### Ciudades candidatas

##### Guayaquil
Desde inicios del año 2021 se anunció que la ciudad ecuatoriana de Guayaquil se postularía como sede para los Juegos Bolivarianos de 2025, meses más tarde, las entidades administrativas de Ecuador y de la localidad reafirmaron su candidatura con la siguiente postulación:

"Como es de su conocimiento, desde hace varios meses su representada ha trabajado juntamente con el Ministerio del Deporte, la Alcaldía de Guayaquil, el GAD Provincial del Guayas, la Federación Deportiva del Guayas, entre otras organizaciones e instituciones, para la presentación de la candidatura de Guayaquil como ciudad sede para los Juegos Bolivarianos 2025 ante la ODEBO"
Jorge Delgado Panchana, presidente del Comité Olímpico Ecuatoriano.

##### Ayacucho
En marzo de 2021, Yuri Gutiérrez, alcalde de la ciudad de Ayacucho; dieron a conocer  los detalles del proceso de postulación de la ciudad ayacuchana para la realización de los Juegos Bolivarianos de 2025. En junio de ese mismo año, el presidente del Comité Olímpico Peruano, Dr. Pedro Del Rosario; recibe y respalda la postulación de Ayacucho.

"Es para nosotros un honor presentarles la propuesta. Inspirados en lo que fueron los Juegos Panamericanos, nuestra histórica ciudad, último bastión del Perú colonial, quiere organizar la siguiente edición de los Juegos Bolivarianos en el 2025 y continuar, a través del deporte, con el desarrollo de la zona centro sur del país"
Yuri Gutiérrez, alcalde provincial de Huamanga.

### Segundo proceso
El Comité Ejecutivo de la ODEBO acordó abrir el proceso para una nueva candidatura para los Bolivarianos de 2025, con el fin de que los países interesados puedan postularse en los próximos 30 días.
Finalmente, el 8 de agosto de 2023 la ODEBO designa Lima y Ayacucho (que acogerá el evento durante dos años consecutivos) como sedes de la edición número 21, en reemplazo de Guayaquil.

## Sedes
Se realizará en 43 escenarios deportivos.

### Ayacucho
En el 2023 se anunció la construcción y mejoramiento de las instalaciones deportivas con una monto de 400 millones de soles.